# Dreifaltigkeitsberg (Schwäbische Alb)
Der Dreifaltigkeitsberg ist ein 987,9 m ü. NHN hoher Berg auf der Gemarkung von Spaichingen, zwischen Tuttlingen und Rottweil, am Trauf der Schwäbischen Alb. Auf dem Gipfel befindet sich eine Wallfahrtskirche.

## Geschichte

### Vorgeschichte
Auf dem Dreifaltigkeitsberg befindet sich eine Wallanlage - aus mehreren Abschnittswällen und einer Randbefestigung. Eine Besiedelung wird aufgrund von Funden, wie den Abschnittswällen für die Jungsteinzeit und später für die Frühlatènezeit (ca. ab Mitte des 5. Jahrhunderts v. Chr.) angenommen. 
Womöglich war der Dreifaltigkeitsberg auch während der Urnenfelderkultur im 9. Jahrhundert v. Chr. bewohnt. Verschiedene weitere, doch zu geringe Funde lassen eine Besiedlung z. B. während Bronze- und Hallstattzeit oder der Merowingerzeit und dem frühen Mittelalter fraglich erscheinen.

### Geschichte

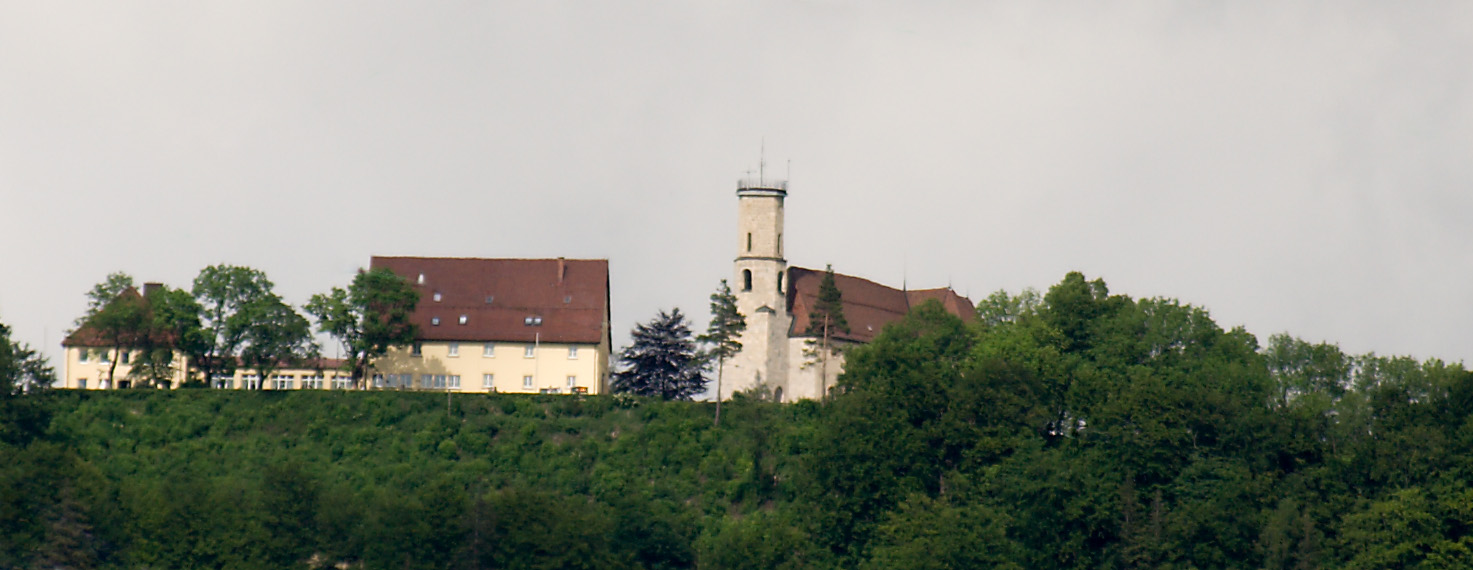
Kirche und Gebäude auf dem Dreifaltigkeitsberg

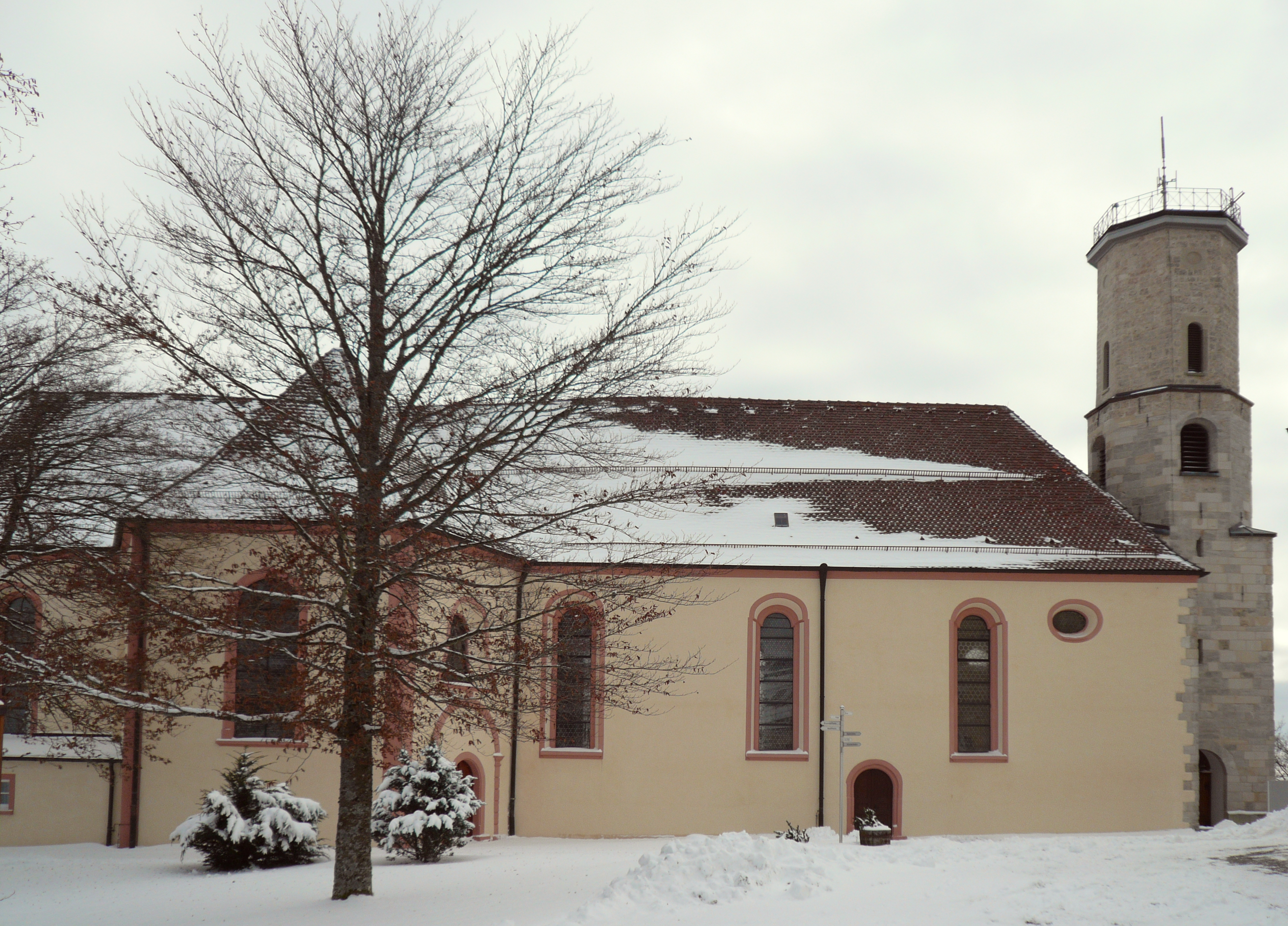
Die Dreifaltigkeitskirche

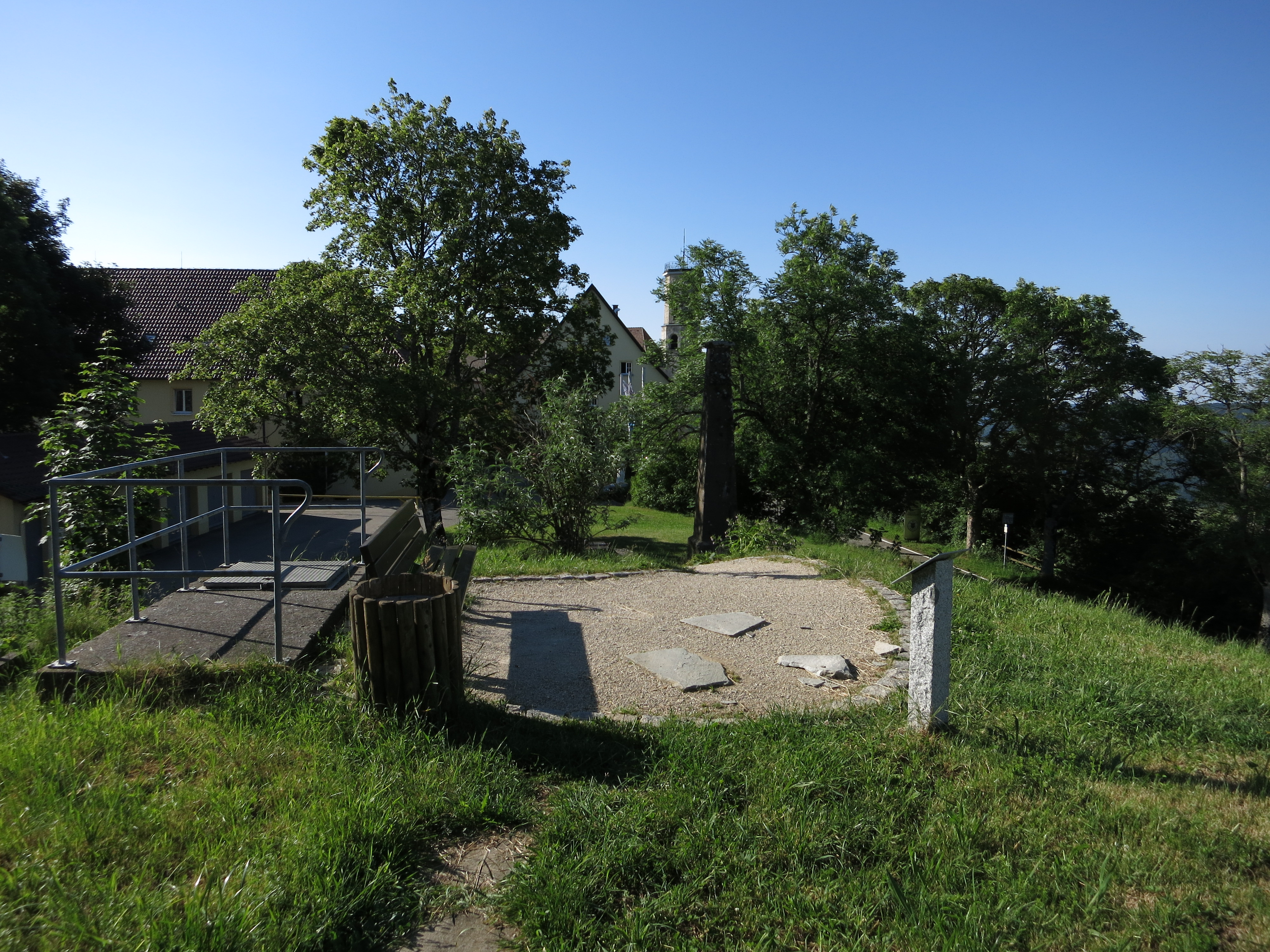
Auf dem Gipfel des Dreifaltigkeitsbergs

Im Jahre 1415 errichtete der Bischof von Konstanz auf dem Gipfel eine Steinkapelle. Er benannte sie nach der Heiligen Dreieinigkeit. Im Jahre 1455 wurde die Kapelle durch Erzherzog Albrecht VI. von Österreich dem Stift St. Moriz zu Rottenburg-Ehingen vermacht. 1461 gründete sich in Spaichingen eine Bruderschaft, die immer mehr Wallfahrer anzog.
Am 26. Juli 1666 erfolgte an dem Platz, wo die Kapelle stand, die Grundsteinlegung für eine Kirche. Nach nur sieben Jahren Bauzeit stand die Kirche und konnte 1673 von Bischof Georg Sigismund von Konstanz eingeweiht werden. Im selben Jahr erhielt der Berg, der zuvor Baldenberg genannt wurde, seinen Namen Dreifaltigkeitsberg. 1699 gab es erste Pläne für ein Kloster, die damals jedoch scheiterten.
Aufgrund des immensen Pilgeransturms wurde die Kirche in den Jahren 1761 bis 1767 erweitert und durch den Künstler Joseph Anton Feuchtmayer innen ausgeschmückt. 1874 wurde die Kirche renoviert.
Am 12. Dezember 1923 schenkte der Kirchenstiftungsrat das Land und die Gebäude der Kongregation der Söhne des unbefleckten Herzens Mariä, den Claretinern. 1924 wurde von den Claretinern ein Kloster gegründet. Seither übernehmen die Patres den Seelsorgedienst in den umliegenden Gemeinden.
Nach dem II. Vatikanischen Konzil (1962–1965) wurde für indische Priesterkandidaten ein Noviziatshaus errichtet. Das frühere Haus der Gemeinschaft wurde in ein Jugendhaus umgewandelt, in dem von der Caritas betreute Schullandheimaufenthalte und Erholungsmaßnahmen stattfinden. In weiteren Gebäuden befinden sich eine Gaststätte und verschiedene Räume zur Meditation und Einkehr.
Seit 1967 liegt die Hauswirtschaft in den Händen von Missionarinnen des Heiligen Antonius Claret aus Brasilien.
Seit dem Jahr 2005 gibt es auf dem Dreifaltigkeitsberg eine Krippenausstellung.

## Bergrennen
Zwischen 1934 und 1938 fand am Dreifaltigkeitsberg auf einer 4,2 km langen Strecke das Bergrennen Dreifaltigkeitsbergrennen statt. Tagesschnellste Fahrer und damit Sieger bei den Automobilen waren Willi Briem (1934; Amilcar), Rudolf Steinweg (1935; Bugatti T51A), Walter Bäumer (1936 und 1937; Austin) und Leonhard Joa (1938; Bugatti T51A).
Seit 2007 findet auf der Strecke alljährlich Anfang Juli ein Bergzeitfahren für Radsportler in Verbindung mit einem Berglauf statt.

## Freizeit
Der Berg wird auch durch die beiden qualitätszertifizierten Wanderwege Schwäbische-Alb-Nordrandweg (HW1), Heuberg-Allgäu-Weg und Donauberglandweg erschlossen, zwischen Klippeneck und dem Dreifaltigkeitsberg liegt die Schutzhütte Kreuzsteighütte.  Ein Weg führt zum ca. 3 Kilometer entfernten Segelflugplatz Klippeneck. Außerdem betreibt der örtliche Drachenfliegerverein einen Startplatz für Drachen und Gleitsegel.